# Fredesdorf
Fredesdorf település Németországban, Schleswig-Holstein tartományban. Lakosainak száma 420 fő (2023. december 31.).

## Népesség
A település népességének változása:
| Lakosok száma | 198  | 406  | 404  | 437  | 418  | 420  |
|               | 1975 | 2017 | 2019 | 2021 | 2022 | 2023 |